# Галлахер, Деклан
Де́клан Па́трик Га́ллахер (англ. Declan Patrick Gallagher; род. 13 февраля 1991, Рутерглен, Стратклайд) — шотландский футболист, защитник клуба «Данди Юнайтед» и сборной Шотландии. Участник чемпионата Европы 2020.

## Клубная карьера
Галлахер — воспитанник клубов «Гамильтон Академикал» и «Селтик». В 2010 году он был включён в заявку последних на сезон. Для получения игровой практики в том же году Галлахер на правах аренды перешёл в «Странраер». 30 октября в матче против «Элгин Сити» он дебютировал в Третьем дивизионе Шотландии. 20 ноября в поединке Кубка Шотландии против «Гирвана» Деклан забил свой первый гол за «Странраер». Летом 2011 года Галлахер перешёл в «Клайд». 13 августа в матче против «Аллоа Атлетик» он дебютировал за новый клуб. 15 октября в поединке против «Ист Стерлингшир» Деклан забил свой первый гол за «Клайд». 
Летом 2012 года Галлахер перешёл в «Данди». 27 октября в матче против «Абердина» он дебютировал в шотландской Премьер лиге. По итогам сезона клуб вылетел в шотландский Чемпионшип, но Галлахер остался в команде. 10 августа 2013 года в поединке против «Куин оф зе Саут» Деклан забил свой первый гол за «Данди». По итогам сезона он помог клубу вернуться в элиту.
Летом 2014 года Галлахер перешёл в «Ливингстон». 9 августа в матче против «Хиберниана» он дебютировал за новую команду. В этом же поединке Деклан забил свой первый гол за «Ливингстон». В 2016 году клуб вылетел в Первую лигу Шотландии, но Галлахер остался в команде и помог спустя год вновь выйти в Чемпионшип. В 2018 году он помог клубу выйти в элиту. Летом того же года Галлахер перешёл в «Мотеруэлл». 3 августа в матче против «Ливингстона» он дебютировал за новую команду. 14 сентября в поединке против «Харт оф Мидлотиан» Деклан забил свой первый гол за «Мотеруэлл».
В 2021 году Галлахер перешёл в «Абердин», подписав контракт на два года. 8 августа в матче против «Ливингстона» он дебютировал за новый клуб.  

## Международная карьера
16 ноября 2019 года в отборочном матче чемпионата Европы 2020 против сборной Кипра Галлахер дебютировал за сборной Шотландии. В 2021 году Деклан принял участие в чемпионате Европы. На турнире он был запасным и на поле не вышел.